# Josef Meyer
Josef Meyer (ur. w 1883 w Hauenstein, zm. w 1945 w Toszku) – niemiecki polityk i działacz NSDAP, nadburmistrz Gliwic w latach 1933–1945.

## Życiorys
Pochodził z Hauenstein w Palatynacie. Z zawodu był urzędnikiem kolejowym. Uczestniczył w I wojnie światowej i walkach przeciwko powstaniom śląskim. Jako wieloletni działacz NSDAP po przejęciu przez tę partię rządów w Niemczech w 1933 objął on urząd nadburmistrza Gliwic. Jako nadburmistrz, ceniony był za profesjonalizm i zdolności administracyjne. W okresie jego urzędowania w znaczącym stopniu zredukowano w mieście bezrobocie, a także rozbudowano szpitale miejskie, lotnisko, cmentarze komunalne i linie kolejowe. Wśród dużych inwestycji zrealizowanych w okresie jego urzędowania należy wymienić budowę Kanału Gliwickiego oraz radiostacji Gliwice. Od 1935, Meyer skonfliktowany był z kreisleiterem NSDAP w Gliwicach Richardem Preissem przyczyniając się do jego przeniesienia na analogiczne stanowisko do Olesna. Na okres urzędowania Meyera przypadły również wydarzenia kryształowej nocy w Gliwicach w trakcie, których spalono tzw. Nową Synagogę.
Urząd nadburzmistrza sprawował także w czasie II wojny światowej, aż do 1945. Po zakończeniu wojny został aresztowany przez władze sowieckie i zmarł we wrześniu 1945 w obozie NKWD w Toszku.